# 冠狀溝
冠狀溝，陰莖頸的俗稱，是男性陰莖龜頭下缘的一圈沟状构造。尿道海绵体前端膨大成龟头時，於龜頭基部形成。为阴茎十分敏感的部位，此处性刺激可达性高潮并发生射精。
冠狀溝平時為陰莖外面的包皮所覆盖。一般在陰莖勃起時，包皮可能仍然包住部分龜頭而冠狀溝並沒有露出。但可以將包皮扒開使龜頭完全裸露，並露出冠狀溝。若剝開包皮使冠狀溝露出會造成不適，或者無法剝至冠狀溝露出，則這種情況稱之為包莖而非包皮過長，可能影響性行為與繁衍後代。有必要實施包皮環切術 也稱為割包皮。